# As (diari)
As és una publicació esportiva de tirada diària. S'edita des de Madrid, en castellà, i es distribueix a tot Espanya.
El seu director actual és Alfredo Relaño. L'empresa va ser comprada el 1996 pel Grup PRISA. Principalment dona cobertura de les notícies del món del futbol, en especial aquelles relacionades amb el Reial Madrid Club de Futbol. El 2017 es va fusionar amb MeriStation per millorar les dades d'audiència i així tenir més ingressos per publicitat. En aquell moment tenia 1,8 milions d'usuaris,